# Augochloropsis callichlorura
Augochloropsis callichlorura är en biart som först beskrevs av Cockerell 1918.  Augochloropsis callichlorura ingår i släktet Augochloropsis och familjen vägbin. Inga underarter finns listade.